# Puchar Ameryki Południowej w narciarstwie alpejskim mężczyzn 2012
Puchar Ameryki Południowej w narciarstwie alpejskim mężczyzn w sezonie 2012 był kolejną edycją tego cyklu. Pierwsze zawody rozegrano 2 sierpnia 2012 roku w argentyńskim Cerro Castor, a ostatnie zostały rozegrane 29 września 2012 roku w chilijskim Nevados De Chillan.

## Podium zawodów
| Lp  | Data             | Miejsce            | Konkurencja     | Zwycięzca                      | 2. miejsce                     | 3. miejsce                     |
| 1.  | 2 sierpnia 2012  | Cerro Castor       | slalom          | Benjamin Gardet                | Cristian Javier Simari Birkner | Sebastiano Gastaldi            |
| 2.  | 3 sierpnia 2012  | Cerro Castor       | gigant          | Brian McLaughlin               | Olivier Jenot                  | Cristian Javier Simari Birkner |
| 3.  | 4 sierpnia 2012  | Cerro Castor       | gigant          | Brian McLaughlin               | Sebastiano Gastaldi            | Cristian Javier Simari Birkner |
| 4.  | 5 sierpnia 2012  | Cerro Castor       | slalom          | Benjamin Gardet                | Olivier Jenot                  | Theo Leleu                     |
| 5.  | 11 sierpnia 2012 | Chapelco           | gigant          | Zawody Odwołane                | Zawody Odwołane                | Zawody Odwołane                |
| 6.  | 12 sierpnia 2012 | Chapelco           | gigant          | Zawody Odwołane                | Zawody Odwołane                | Zawody Odwołane                |
| 7.  | 14 sierpnia 2012 | Cerro Catedral     | gigant          | Zawody Odwołane                | Zawody Odwołane                | Zawody Odwołane                |
| 8.  | 15 sierpnia 2012 | Cerro Catedral     | gigant          | Zawody Odwołane                | Zawody Odwołane                | Zawody Odwołane                |
| 9.  | 16 sierpnia 2012 | Cerro Catedral     | slalom          | Zawody Odwołane                | Zawody Odwołane                | Zawody Odwołane                |
| 10. | 17 sierpnia 2012 | Cerro Catedral     | slalom          | Sebastiano Gastaldi            | Dmitrij Ulianow                | Filip Rzepecki                 |
| 11. | 22 sierpnia 2012 | Valle Nevado       | slalom          | Filip Rzepecki                 | Dominic Demschar               | Juan Segundo Barbeito          |
| 12. | 23 sierpnia 2012 | Valle Nevado       | gigant          | Jeremy Elliot                  | Cristian Javier Simari Birkner | Andrew McNealus                |
| 13. | 24 sierpnia 2012 | Valle Nevado       | supergigant     | Zawody Odwołane                | Zawody Odwołane                | Zawody Odwołane                |
| 14. | 25 sierpnia 2012 | La Parva           | slalom          | Cristian Javier Simari Birkner | Sebastiano Gastaldi            | Martin Anguita                 |
| 15. | 26 sierpnia 2012 | El Colorado        | gigant          | Cristian Javier Simari Birkner | Sebastiano Gastaldi            | Jose Tomas Echeverria          |
| 16. | 5 września 2012  | La Parva           | zjazd           | Brice Roger                    | Steven Nyman                   | Aleksander Glebow              |
| 17. | 6 września 2012  | La Parva           | zjazd           | Andreas Romar                  | Johan Clarey                   | Steven Nyman                   |
| 18. | 7 września 2012  | La Parva           | supergigant     | Adrien Théaux                  | Josef Ferstl                   | Gauthier de Tessieres          |
| 19. | 11 września 2012 | Las Leñas          | gigant          | Zawody Odwołane                | Zawody Odwołane                | Zawody Odwołane                |
| 20. | 12 września 2012 | Las Leñas          | supergigant     | Zawody Odwołane                | Zawody Odwołane                | Zawody Odwołane                |
| 21. | 11 września 2012 | Cerro Catedral     | gigant          | Cristian Javier Simari Birkner | Sebastiano Gastaldi            | Filip Rzepecki                 |
| 22. | 12 września 2012 | Cerro Catedral     | gigant          | Sebastiano Gastaldi            | Cristian Javier Simari Birkner | Ivo Ricou                      |
| 23. | 13 września 2012 | Cerro Catedral     | slalom          | Ivo Ricou                      | Cristian Javier Simari Birkner | Rodrigo Murtagh                |
| 24. | 26 września 2012 | Nevados De Chillan | zjazd           | Zawody Odwołane                | Zawody Odwołane                | Zawody Odwołane                |
| 25. | 27 września 2012 | Nevados De Chillan | zjazd           | Zawody Odwołane                | Zawody Odwołane                | Zawody Odwołane                |
| 26. | 28 września 2012 | Nevados De Chillan | superkombinacja | Zawody Odwołane                | Zawody Odwołane                | Zawody Odwołane                |
| 27. | 29 września 2012 | Nevados De Chillan | superkombinacja | Zawody Odwołane                | Zawody Odwołane                | Zawody Odwołane                |

## Klasyfikacja generalna (po 10 z 10 konkurencji)
| Lp. | Zawodnik                       | Punkty |
| --- | ------------------------------ | ------ |
| 1.  | Cristian Javier Simari Birkner | 491    |
| 2.  | Sebastiano Gastaldi            | 340    |
| 3.  | Jorge F. Birkner Ketelhohn     | 219    |
| 4.  | Josef Ferstl                   | 212    |
| 5.  | Ivo Ricou                      | 202    |
| 6.  | Brice Roger                    | 200    |
| 7.  | Adrien Théaux                  | 198    |
| 8.  | David Poisson                  | 195    |
| 9.  | Jose Thomas Echeverria         | 176    |
| 10. | Gauthier de Tessières          | 167    |

| Miejsce | Zawodnik          | Punkty |
| ------- | ----------------- | ------ |
| 1.      | Andreas Romar     | 145    |
| 2.      | Steven Nyman      | 140    |
| 3.      | Brice Roger       | 124    |
| 4.      | Marco Sullivan    | 100    |
| 5.      | Johan Clarey      | 98     |
| 6.      | Aleksander Glebow | 75     |
| 7.      | Josef Ferstl      | 72     |
| 7.      | Andreas Sander    | 72     |
| 9.      | Adrien Théaux     | 66     |
| 10.     | David Poisson     | 63     |

| Miejsce | Zawodnik              | Punkty |
| ------- | --------------------- | ------ |
| 1.      | Josef Ferstl          | 140    |
| 1.      | Gauthier de Tessières | 140    |
| 3.      | Adrien Théaux         | 132    |
| 3.      | David Poisson         | 132    |
| 5.      | Sebastien Pichot      | 86     |
| 6.      | Brice Roger           | 76     |
| 7.      | Guillermo Fayed       | 69     |
| 7.      | Rok Perko             | 69     |
| 9.      | Johan Clarey          | 50     |
| 10.     | Marvin van Heek       | 46     |

| Miejsce | Zawodnik                       | Punkty |
| ------- | ------------------------------ | ------ |
| 1.      | Sebastiano Gastaldi            | 260    |
| 2.      | Cristian Javier Simari Birkner | 240    |
| 3.      | Jorge F. Birkner Ketelhohn     | 126    |
| 4.      | Ivo Ricou                      | 100    |
| 4.      | Brian McLaughlin               | 100    |
| 6.      | Jose Thomas Echeverria         | 96     |
| 6.      | Eugenio Claro                  | 96     |
| 8.      | Benjamin Carvallo              | 52     |
| 9.      | Henrik von Appen               | 51     |
| 10.     | Theo Leleu                     | 50     |
| 10.     | Filip Rzepecki                 | 50     |
| 10.     | Sebastian Pfingsthorn          | 50     |

| Miejsce | Zawodnik                       | Punkty |
| ------- | ------------------------------ | ------ |
| 1.      | Cristian Javier Simari Birkner | 225    |
| 2.      | Ivo Ricou                      | 100    |
| 2.      | Benjamin Gardet                | 100    |
| 4.      | Rodrigo Murtagh                | 96     |
| 5.      | Jorge F. Birkner Ketelhohn     | 90     |
| 6.      | Thomas Woolson                 | 82     |
| 7.      | Sebastiano Gastaldi            | 80     |
| 7.      | Jose Thomas Echeverria         | 80     |
| 7.      | Benjamin Carvallo              | 80     |
| 7.      | Olivier Jenot                  | 80     |